# 데블린 필드 하우스
데블린 필드 하우스(영어: Devlin Field House)은 미국 루이지애나주 뉴올리언스에 위치한 실내 경기장이다. 과거 ABA 뉴올리언스 버커니어스의 홈경기장으로사용했다.